# Logan City
Logan City är en kommun (local government area) i Australien. Den ligger i kommunen Logan och delstaten Queensland, omkring 21 kilometer sydost om delstatshuvudstaden Brisbane. Antalet invånare är 282 673.
Runt Logan City är det mycket tätbefolkat, med 1 018 invånare per kvadratkilometer.. Logan City är det största samhället i trakten.
Runt Logan City är det i huvudsak tätbebyggt. Genomsnittlig årsnederbörd är 1 424 millimeter. Den regnigaste månaden är januari, med i genomsnitt 275 mm nederbörd, och den torraste är oktober, med 21 mm nederbörd.